# Neosparassus conspicuus
Neosparassus conspicuus là một loài nhện trong họ Sparassidae.
Loài này thuộc chi Neosparassus. Neosparassus conspicuus được Ludwig Carl Christian Koch miêu tả năm 1875.